# Jack Price (Musikproduzent)
Jack Price (* 3. Juni 1977 in Seeheim) ist ein deutscher Komponist, Arrangeur, Musikproduzent, Multiinstrumentalist und Moderator. Er ist vor allem für seine Arbeit im Bereich der Schlager- und Popmusik bekannt.

## Leben

### Frühes Leben und Ausbildung
Bereits im Alter von vier Jahren begann Jack Price nach einer kurzen frühmusikalischen Erziehung seine musikalische Ausbildung am klassischen Klavier. Später brachte er sich autodidaktisch weitere Instrumente bei, darunter Bass, Gitarre, Schlagzeug, Cello und Saxophon. Parallel entwickelte er früh ein starkes Interesse an Computertechnik und Aufnahmestudios.

### Karrierebeginn
Seine professionelle Laufbahn begann Price 1992 als Pianist, Keyboarder und Songwriter in verschiedenen Bands und Studios. Ab 1995 begann er sich als Musikproduzent zu etablieren. 1998 feierte er mit seinem Beitrag für das Duo Die Superboys, die mit dem Titel „Ich wünscht’ Du wärst bei mir“ deutschlandweit bekannt wurden, einen ersten überregionalen Erfolg.
Im Jahr 2000 traf er den Sänger Christian Anders, mit dem er eine langjährige Zusammenarbeit aufbaute.
2004 wurde Price Mitglied des Produktionsteams der AKROPOLIS MUSIK & FILM GmbH in Köln. Dort arbeitete u. a. er mit Costa Cordalis, Jürgen Drews und Diana Sorbello und Jürgen Drews.
Seit 2007 arbeitet Jack Price als freier Musik-Produzent.

## Musikalische Karriere

### Produktionen und Zusammenarbeiten
Jack Price war als Produzent, Komponist und Arrangeur an über 1000 Musikproduktionen beteiligt, insbesondere im Bereich des modernen Schlagers.
Er arbeitete u. a. mit folgenden Künstlern:
- Michael Wendler[3][4][5]
- Frank Lukas[6]
- Norman Langen[7]
- Christian Anders
- Jürgen Drews[8]
- Laura Müller[9]
- Neon[10]
- Linda Fäh[11][12][13]
- Severino Seeger
- Jenny Frankhauser[14]
- Jörn Schlönvoigt
- Pia Malo[15]
- Superboys
- Pia Tillmann
- Isabel Edvardsson
- Davin Herbrüggen

### Zusammenarbeit mit Michael Wendler

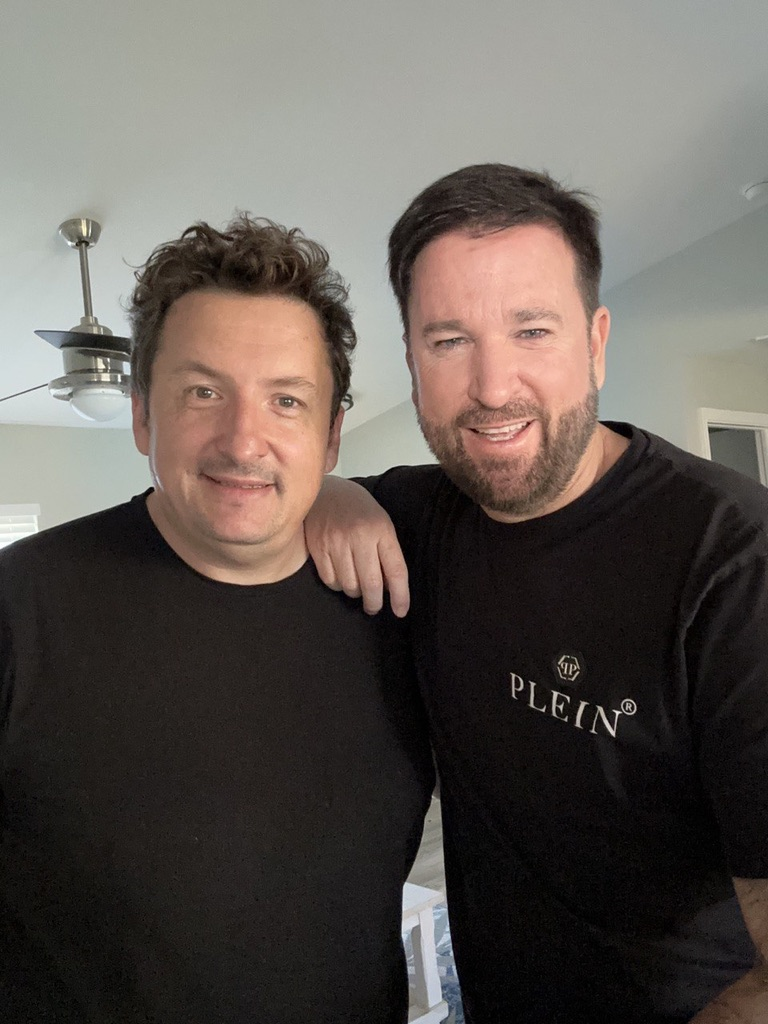
Jack Price und Michael Wendler (2024)

Seit 2015 arbeitet Jack Price mit dem Schlagersänger Michael Wendler zusammen. Ihre musikalische Partnerschaft begann mit dem Studioalbum Überschall, das 2016 erschien. Im Laufe der Jahre entstanden insgesamt acht Alben, darunter auch drei Chillout-Alben mit experimentellen Neuinterpretationen von Wendlers bekanntesten Titeln. Die Chillout-Veröffentlichungen, unter anderem Chill out (Inspired by Michael Wendler), entstanden unter dem Pseudonym „Florida Lounge“ und boten elektronische, entspannte Versionen von Songs wie „Sie liebt den DJ“, „Was soll ich im Himmel“ und „180 Grad“.
Ein weiteres gemeinsames Projekt war das Album Reloaded (2019), auf dem Jack Price neu produzierte Fassungen von Wendlers größten Hits präsentierte, darunter „Sie liebt den DJ“, „180 Grad“ und „Wenn alle Stricke reißen“. Die Neuauflagen verbanden moderne Produktion mit den bekannten Melodien und wurden von Fans positiv aufgenommen.
Im Jahr 2016 produzierten Price und Wendler gemeinsam den Titel „Tanzen ist Träumen“, der anlässlich von Wendlers Teilnahme an der RTL-Tanzshow „Let’s Dance“ veröffentlicht wurde. Der Song erschien in mehreren Versionen, unter anderem als Solo von Wendler, als Duett mit Profitänzerin Isabel Edvardsson sowie als spezielle TV-Version zur Ausstrahlung der Sendung.
2019 wurden Jack Price, Michael Wendler und dessen Lebensgefährtin Laura Müller vom Fernsehsender VOX im Rahmen der Doku-Soap „Goodbye Deutschland – Die Auswanderer“ begleitet. Die Sendung dokumentierte ihren Aufnahmen in den Vereinigten Staaten sowie die musikalischen und persönlichen Entwicklungen in dieser Zeit.
Im Jahr 2024 produzierte Jack Price das Comeback-Album Höllisch gut des Schlagersängers Michael Wendler. Das Album erschien am 22. März 2024 und erreichte Platz 42 der Offiziellen Deutschen Albumcharts. In den Offiziellen Deutschen Schlagercharts belegte es Rang 2. Die Single „Der DJ hat dich angelacht“ aus dem Album war besonders erfolgreich und belegte mehrere Wochen lang den ersten Platz in der DJ-Hitparade von Uwe Hübner.
Auch die von Price produzierte er die Debütsingle von Laura Müller mit dem Titel „Superstar“, die innerhalb von 24 Stunden über eine Million YouTube-Aufrufe erzielte.

### Zusammenarbeit mit Frank Lukas
Seit 2009 arbeitet der Musikproduzent Jack Price mit dem deutschen Schlagersänger Frank Lukas zusammen. Im Laufe ihrer langjährigen Kooperation entstanden über 100 gemeinsame Titel. Neben ihren Soloaktivitäten gründeten sie das Musikprojekt Lukas & Price, unter dem mehrere erfolgreiche Veröffentlichungen erschienen.
Ihr Titel „Bettler und Prinz“ – eine deutschsprachige Adaption des internationalen Hits „Needles & Pins“ – wurde 2010 auf dem Sampler Ballermann Hits 2010 veröffentlicht und erhielt in zahlreichen Diskotheken-Charts hohe Platzierungen.
Die Nachfolgesingle „Dann geh doch“ ist eine Coverversion des gleichnamigen Titels von Howard Carpendale. Auch dieser Titel entwickelte sich zu einem Erfolg. Anschließend veröffentlichten Lukas & Price den Song „Sandy River“, für den unter anderem Joachim Horn-Bernges und Howard Carpendale als Autoren verantwortlich zeichneten. Das Duo verpasste dem Titel ein zeitgemäßes, elektronisches Soundgewand.
Neben ihrer Arbeit als Duo traten Price und Lukas auch als Songwriter für andere Künstler in Erscheinung. So stammt der Titel „Wunschlos glücklich“ aus ihrer Feder, der von Jürgen Drews interpretiert und auf dessen Studioalbum Kornblumen veröffentlicht wurde. Das Album erreichte Platz 15 der deutschen Albumcharts. Darüber hinaus schrieben sie den Song „Die allerletzte Träne“, der von Jürgen Peter aufgenommen wurde.

### Zusammenarbeit mit Noel Terhorst

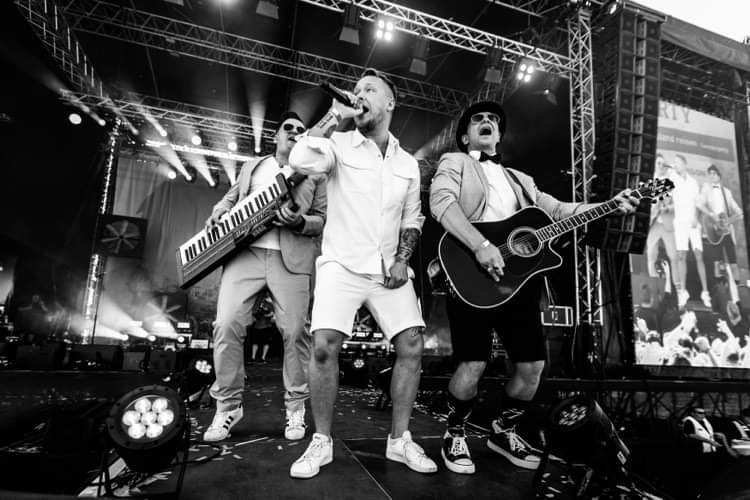
Oberhausen Olé (2022)

Jack Price produzierte das Debütalbum von Noel Terhorst Ansichtssache sowie die von Price komponierten und Bianca Blade getexteten Singles „Highlight“, „Sorry nochmal“ und „Immer für dich“ (feat. Severino Seeger), letzterer war 25 Wochen in den deutschen Airplay-Charts vertreten und wurde ausgezeichnet. Im Jahr 2022 trat Price gemeinsam mit Terhorst bei mehreren Großveranstaltungen der „Olé“-Konzertreihe auf, darunter Oberhausen Olé, Mönchengladbach Olé, Dortmund Olé sowie Schalke Olé in der Veltins-Arena Gelsenkirchen.

## Live-Tätigkeit als Musiker
Neben seiner Arbeit als Musikproduzent, Komponist und Arrangeur ist Jack Price auch regelmäßig als Live-Musiker aktiv. Von 2007 bis 2013 war er Keyboarder der Elvis-Tribute-Band D.W. King & The Cosmic Crooners, mit der er deutschlandweit auf Tournee war. 
Seit 2017 ist Price festes Mitglied der David-Bowie-Tribute-Band ZEROES, die 2016 gegründet wurde. Die zehnköpfige Formation interpretiert das musikalische Werk David Bowies mit einem abwechslungsreichen Repertoire. Die Band kombiniert musikalische Originaltreue mit modernen Arrangements und rundet ihre Shows mit visuellen Elementen über Videoscreens ab. ZEROES tritt regelmäßig bei Konzerten und Festivals in Nordrhein-Westfalen und darüber hinaus auf und gilt als eine der authentischsten Bowie-Tribute-Bands in der Region.

## Auszeichnungen
2022 wurde Jack Price von der DJ Hitparade als Produzent des Jahres ausgezeichnet.

## Persönliches
Jack Price ist verheiratet.